# Adobe Mercury Playback Engine
Adobe Mercury Playback Engine（アドビ マーキュリー プレイバック エンジン）は、アドビが販売しているAdobe Premiere Pro CS5から搭載されている映像再生処理エンジンである。

## 概要
Premiere Proの映像処理エンジンを全面的に再設計したものである。4Kフォーマットであっても耐えられるように設計されている。マルチコアCPU、CUDA/OpenCL/Metal対応GPUによる高速処理（GPGPU）にも対応している。ネイティブ64ビット専用エンジンのため、同エンジンが搭載されているPremiere Pro CS5以降は32ビット環境では動作しない。
もともとMercury Playback EngineはAdobeとNVIDIAが共同開発したもので、CS4の時点ですでに搭載されていたが、ごく一部のNVIDIA GPUしかサポートされていなかった。